# Зарябинка (Псковская область)
Заряби́нка — деревня в Струго-Красненском районе Псковской области России. Входит в состав сельского поселения «Марьинская волость».

## География
Находится на северо-востоке региона, в северо-западной части района, в лесной местности, около истока руч. Зарябинский.
Уличная сеть не развита.

## История
Впервые упоминается в 1571 г. как дер. Заребинья Быстреевского погоста Шелонской пятины.
Согласно Закону Псковской области от 28 февраля 2005 года деревня Зарябинка вошла в состав образованного муниципального образования Сиковицкая волость.
До апреля 2015 года деревня Зарябинка входила в Сиковицкую волость.
В соответствии с Законом Псковской области от 30 марта 2015 года № 1508-ОЗ деревня Зарябинка, вместе с другими селениями упраздненной Сиковицкой волости, вошла в состав образованного муниципального образования «Марьинская волость».

## Население
| 2001 | 2002 | 2010 | 2011 |
| ---- | ---- | ---- | ---- |
| 15   | ↗27  | ↘20  | ↘16  |

## Инфраструктура
Почтовая станция (1862, 1895). Зарябинская церковно-приходская школа (открыта в 1903 г., 1911), Зарябинская школа I ступени (1927). Действовали кузницы (1882, 1941). Молочнотоварная ферма Зарябинка совхоза «Первомайский» (1973, 1977); животноводческая ферма (телятник) совхоза «Первомайский» (1987).

## Транспорт
Просёлочные дороги, дорога местного значения.
Остановка «Зарябинка» на автодороге 58К-364 «Струги Красные — Ляды».
В деревне сохранился участок булыжной мостовой.